# Gribthorpe
Gribthorpe är en by i civil parish Foggathorpe, i distriktet East Riding of Yorkshire, i grevskapet East Riding of Yorkshire, i England. Byn är belägen 8 km från Howden. Gribthorpe var en civil parish från 1866 till 1935 då den blev en del av Foggathorpe. Civil parish hade 23 invånare år 1931. Byar nämndes i Domedagsboken (Domesday Book) år 1086, och kallades då Gripetorp.